# Pleasant Garden
Pleasant Garden is een plaats (town) in de Amerikaanse staat North Carolina, en valt bestuurlijk gezien onder Guilford County.

## Demografie
Bij de volkstelling in 2000 werd het aantal inwoners vastgesteld op 4714.
In 2006 is het aantal inwoners door het United States Census Bureau geschat op 5074, een stijging van 360 (7.6%).

## Geografie
Volgens het United States Census Bureau beslaat de plaats een oppervlakte van
39,8 km², waarvan 39,7 km² land en 0,1 km² water. Pleasant Garden ligt op ongeveer 259 m boven zeeniveau.

## Plaatsen in de nabije omgeving
De onderstaande figuur toont nabijgelegen plaatsen in een straal van 20 km rond Pleasant Garden.